# 塔拉勒·阿布·格扎拉

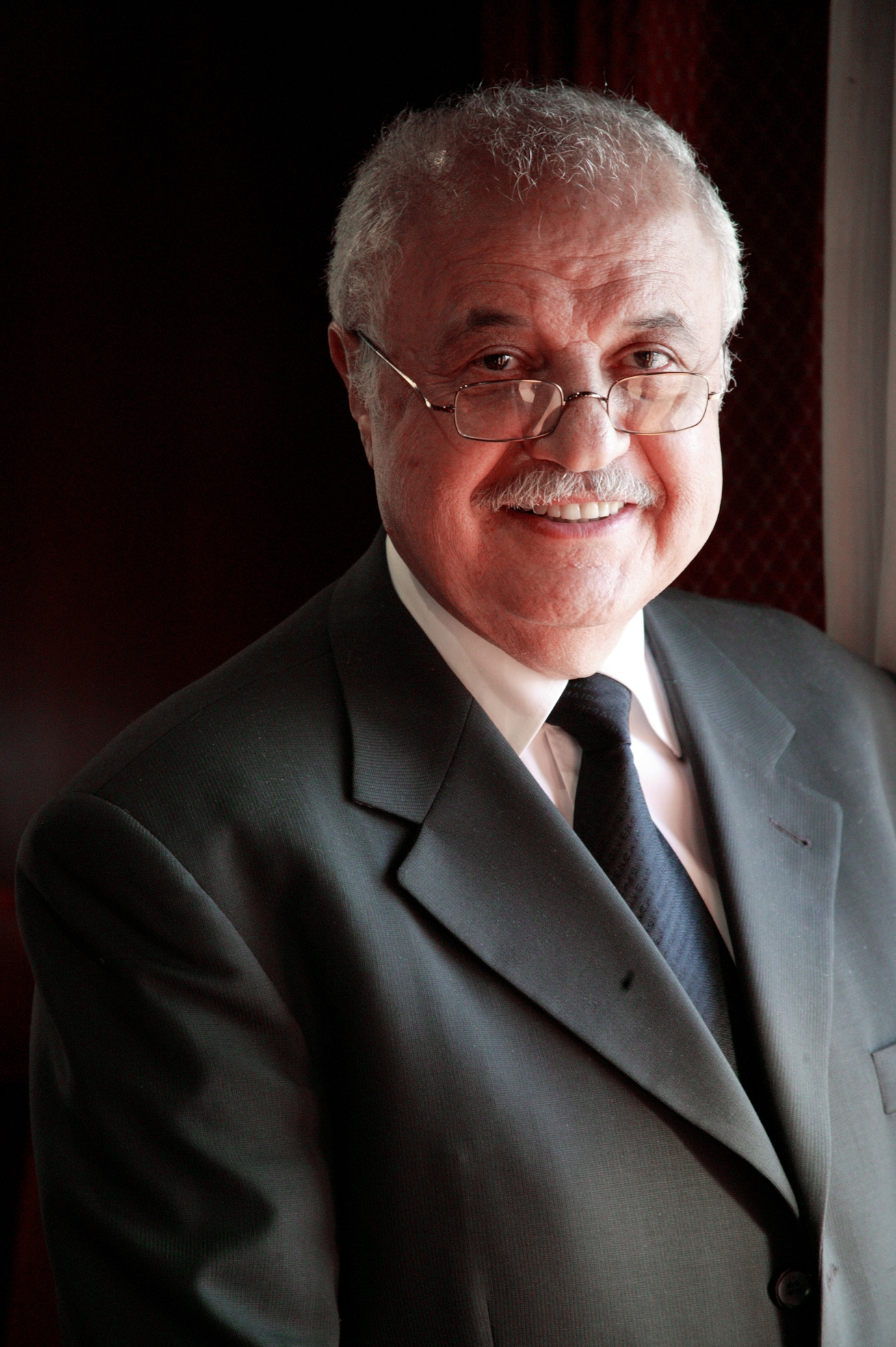

塔拉勒·阿布·格扎拉（羅馬化：Talal Abu-Ghazaleh；1938年4月22日—），出生于巴勒斯坦的雅法，于1972年创立了塔拉勒·阿布·格扎拉集团（TAG Organization）。